# Onthophagus rufescens
Onthophagus rufescens es una especie de insecto del género Onthophagus, familia Scarabaeidae, orden Coleoptera.

Fue descrita científicamente por Bates en 1887.